# Isamu Kosugi
Pour les articles homonymes, voir Kosugi.
Isamu Kosugi (小杉勇, Kosugi Isamu), nom de scène de Sukejirō Kosugi (小杉助治郎, Kosugi Sukejirō), né le 24 février 1904 à Ishinomaki et mort le 8 avril 1983, est un acteur et réalisateur japonais.

## Biographie

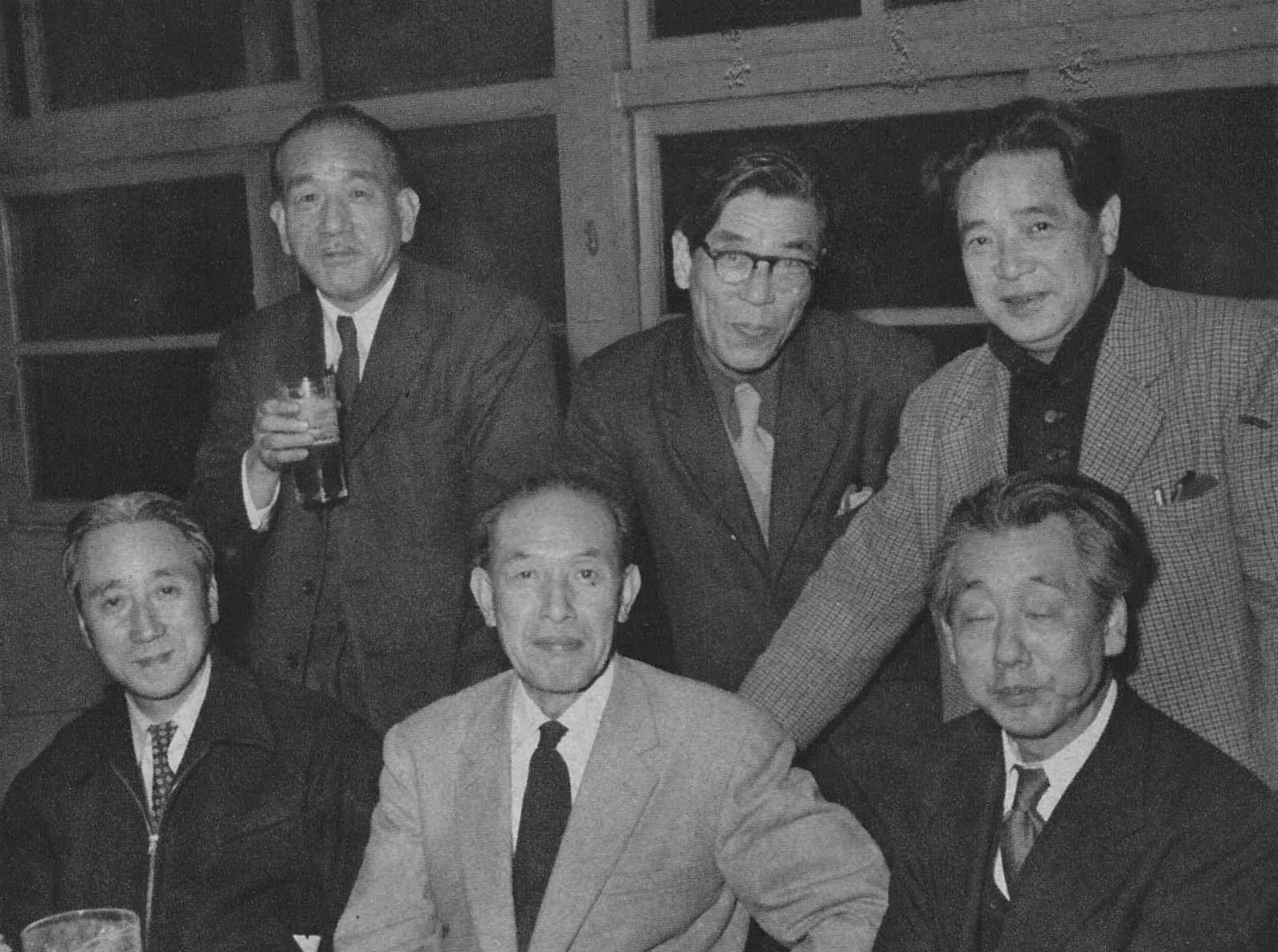
De g. à d. : Heinosuke Gosho, Yasujirō Ozu, Tomu Uchida, Kiyohiko Ushihara, Isamu Kosugi et Mikio Naruse en 1955.

Isamu Kosugi entre à la Nikkatsu en 1925 comme acteur et travaille sous la direction de cinéastes tels que Tomu Uchida, Yutaka Abe, Tomotaka Tasaka. Il commence une carrière de réalisateur après la Seconde Guerre mondiale.
Il tourne dans près de 200 films entre 1926 et 1970, il a également réalisé 70 films entre 1948 et 1965.

## Filmographie partielle

### Comme réalisateur
- 1948 : Kakute ninjutsu eiga wa owarinu (かくて忍術映画は終りぬ?)
- 1949 : Le Boss (ボス, Bosu?) co-réalisé avec Masahiro Makino
- 1950 : Nayamashiki gonin otoko (なやまし五人男?)
- 1950 : Kare to kanojo to mei tantei (彼と彼女と名探偵?)
- 1950 : Jiruba no tetsu (ジルバの鉄?)
- 1951 : Gion monogatari: Haru urami (祇園物語 春怨?)
- 1951 : Kono hata ni chikau (この旗に誓う?)
- 1952 : Saigo no kaoyaku (最後の顔役?)
- 1953 : Kenji no tō (健児の塔?)
- 1954 : Kono taiyō (この太陽?)
- 1956 : Jigoku no hatoba (地獄の波止場?)
- 1956 : Le Prix des larmes, l'histoire de Nayoriiwa (名寄岩 涙の敢闘賞, Nayoroiwa: Namida no kantōshō?)[3]
- 1956 : Akatsuki no tōbō (暁の逃亡?)
- 1957 : Inochi mo koi mo (命も恋も?)
- 1958 : Chanchiki okesa (チャンチキおけさ?)
- 1958 : Funakata sanyo (船方さんよ?)
- 1959 : Zattō ni hikaru me (雑踏に光る眼?)
- 1959 : Kurutta datsugoku (狂った脱獄?)
- 1960 : Kingorō no ore wa koroshiya da (金語楼の俺は殺し屋だ！?)
- 1961 : Kidō sōsahan (機動捜査班?)
- 1961 : Kidō sōsahan: Wana no aru machi (機動捜査班 罠のある街?)
- 1961 : Kidō sōsahan: Himitsu kaiin shō (機動捜査班 秘密会員章?)
- 1962 : Kidō sōsahan: Tōkyō gozen reiji (機動捜査班 東京午前零時?)
- 1962 : Nukiuchi fūraibō (抜き射ち風来坊?)
- 1965 : Abare kishidō (あばれ騎士道?)
- 1965 : Seishun no sabaki (青春の裁き?)
- 1965 : Kaitō X: Kubi no nai otoko (怪盗Ｘ 首のない男?)

### Comme acteur

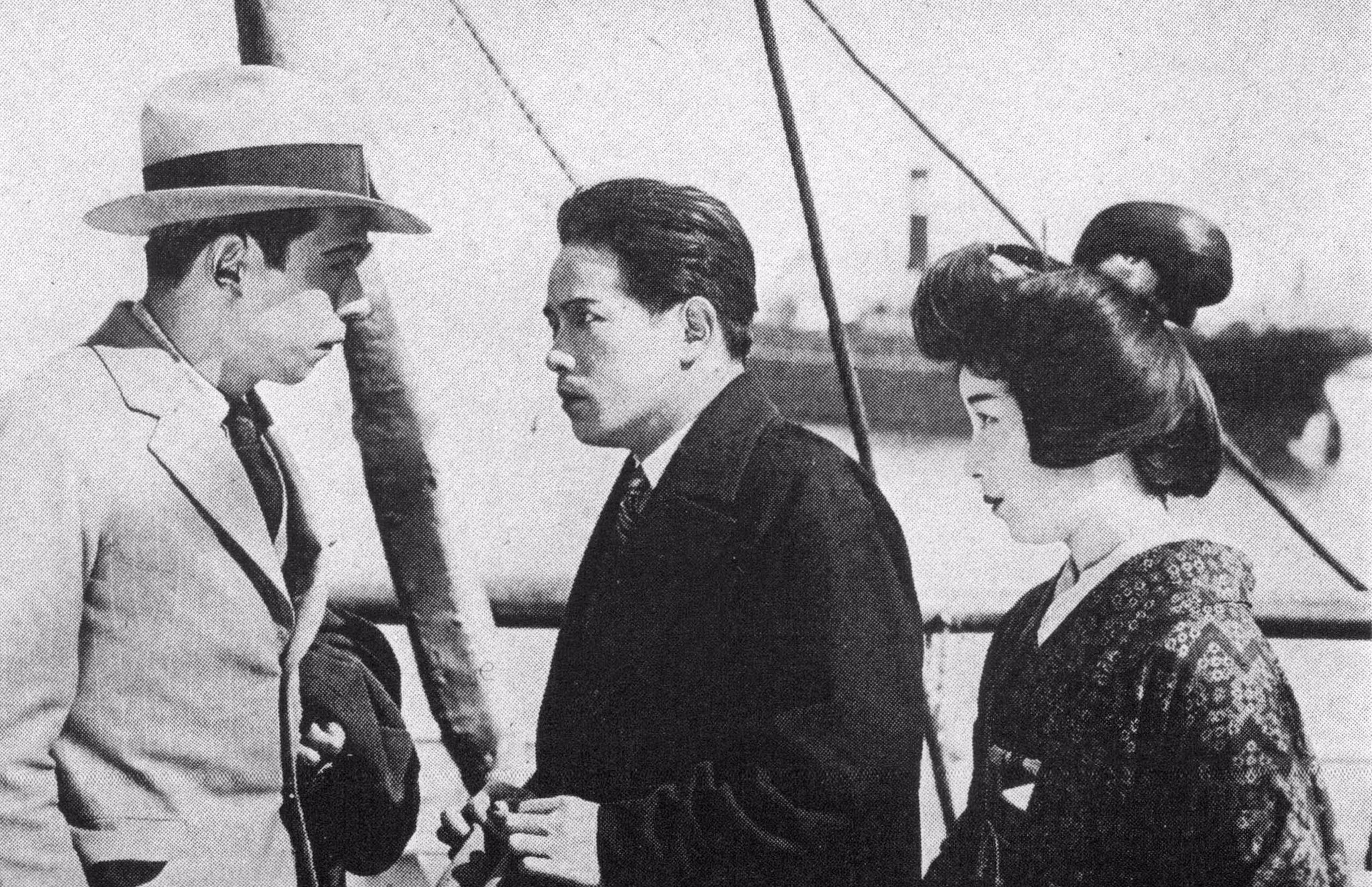
Reiji Ichiki, Isamu Kosugi et Shizue Natsukawa dans La Marche de Tokyo (1929).

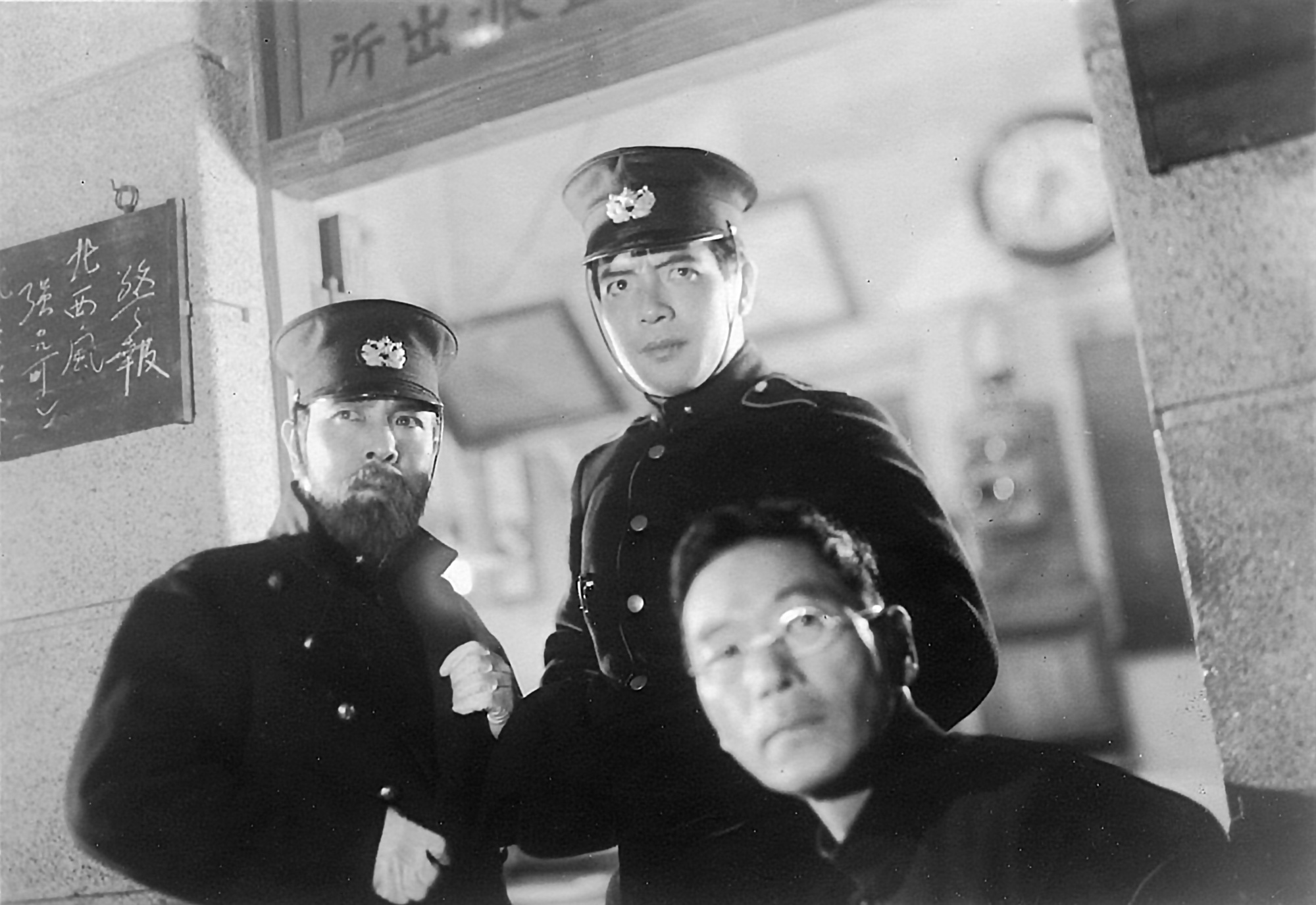
Taisuke Matsumoto et Isamu Kosugi dans Le Policier (1933).

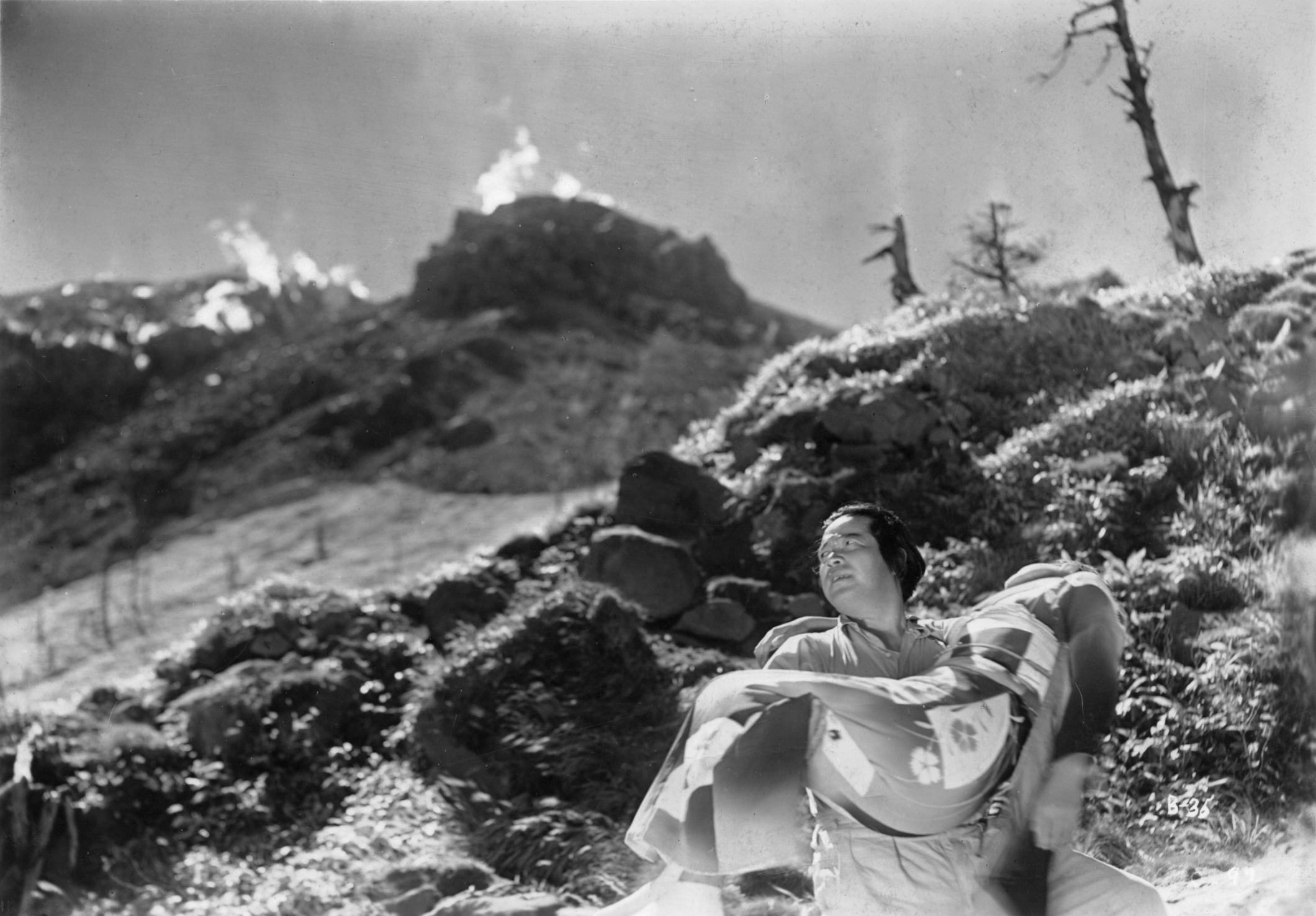
Isamu Kosugi et Setsuko Hara dans La Fille du samouraï (1937).

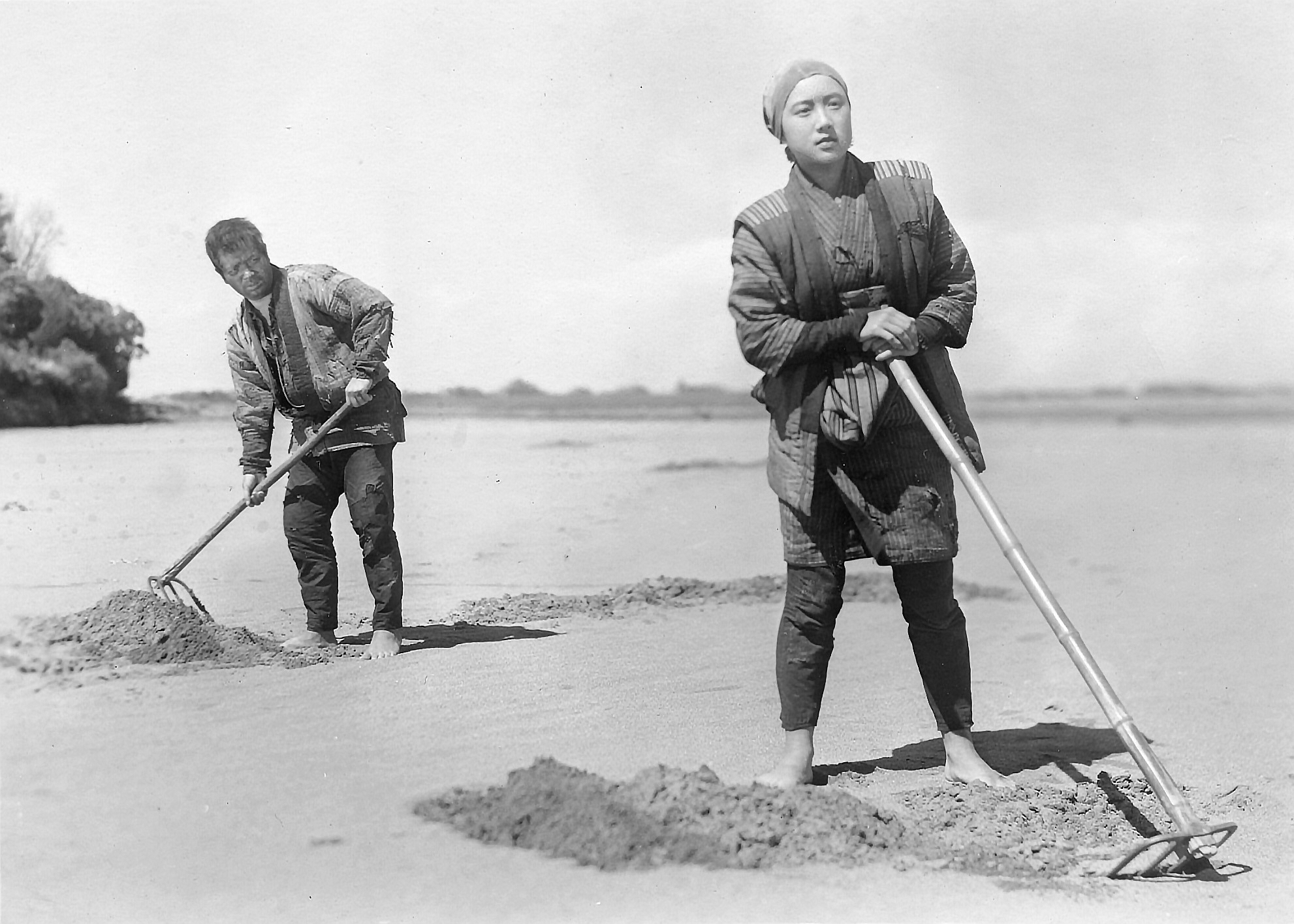
Isamu Kosugi et Akiko Kazami dans La Terre (1939).

#### Années 1920
- 1926 : Un homme en pleine forme (意気天を衝く, Ikiten o tsuku?) de Tomotaka Tasaka
- 1926 : Le Trésor de l'amour (死の宝庫, Shi no hōko?) de Tomotaka Tasaka et Seiichi Ina (film en trois parties)
- 1927 : Trois jours de compétition (競走三日間, Kyoso mikkakan?) de Tomu Uchida
- 1927 : Les Chaussures (靴, Kutsu?) de Tomu Uchida
- 1927 : Les Enfants terribles du mont Ari (阿里山の侠児, Arisan no kyōji?) de Tomotaka Tasaka
- 1927 : Tōyō bukyōdan (東洋武侠団?) de Tomu Uchida
- 1927 : Tokkan koi no uijin (突貫恋の初陣?) de Shigeru Mokudō
- 1927 : Kenkoku-shi sonnō jōi (建国史 尊王攘夷?) de Tomiyasu Ikeda
- 1927 : La Maison de poupée (人形の家, Ningyō no ie?) de Yutaka Abe
- 1928 : La Vie d'un homme (人の一生, Hito no isshō?) de Kenji Mizoguchi
- 1928 : Duo de mariage (結婚二重奏, Kekkon nijūsō?) de Tomotaka Tasaka
- 1928 : La Ligue antialcoolique des buveurs (のみすけ禁酒騒動, Nomisuke kinshu undo?) de Tomu Uchida
- 1928 : La Terre tourne I (地球は廻る 第一部 過去篇, Chikyu wa mawaru: Dai-ichi-bu Kako hen?) de Tomotaka Tasaka : Seiichi Moriyama
- 1928 : La Terre tourne II (地球は廻る 第二部 現代篇, Chikyu wa mawaru: Dainibu Gendai hen?) de Yutaka Abe : Seiichi Moriyama
- 1928 : La Terre tourne III (地球は廻る 第三部 空想篇, Chikyu wa mawaru: Dai-san-bu Kuso hen?) de Tomu Uchida : Seiichi Moriyama
- 1928 : Urusan oki no kaisen (蔚山沖の海戦?) de Yasunaga Higashibōjō et Shuichi Hatamoto
- 1928 : Ōkawa hashi yawa (大川橋夜話?) de Seiichi Ina
- 1928 : Ishin no Kyōraku (維新の京洛?) de Tomiyasu Ikeda
- 1928 : Goteishu kaizō (御亭主改造?) de Seiichi Ina
- 1928 : Torrent impétueux I (激流 前篇, Gekiryū zenpen?) de Minoru Murata
- 1928 : Torrent impétueux II (激流 後篇, Gekiryū kōhen?) de Minoru Murata
- 1929 : Toutes sortes de femmes rivalisant de leurs charmes (競艶女さまざま, Kyōen onna samazama?) de Yutaka Abe
- 1929 : Les Cendres (灰燼, Kaijin?) de Minoru Murata
- 1929 : Eiketsu Hideyoshi (英傑秀吉?) de Tomiyasu Ikeda
- 1929 : La Poupée vivante (生ける人形, Ikeru ningyō?) de Tomu Uchida : Daisuke Segi
- 1929 : La Marche de Tokyo (東京行進曲, Tōkyō koshin-kyoku?) de Kenji Mizoguchi : Yukichi Sakuma
- 1929 : Hyaku mensō (百面相?) de Seiichi Ina : Sen'e
- 1929 : Shin katei kōza (新家庭講座?) de Seiichi Ina
- 1929 : La Symphonie de la grande ville (都会交響曲, Tokai kokyōgaku?) de Kenji Mizoguchi : Genzo
- 1929 : Extrême vigilance (非常警戒, Hijō keikai?) de Yutaka Abe

#### Années 1930
- 1930 : Le Pays natal (藤原義江のふるさと, Fujiwara Yoshie no furusato?) de Kenji Mizoguchi : Higuchi
- 1930 : Gekimetsu (撃滅?) de Ogasawara Meihō (ja)
- 1930 : Orgueil de femme (女性誉, Josei homare?) de Yutaka Abe
- 1930 : Ce soleil I (この太陽 第一篇, Kono taiyō: Daiippen?) de Minoru Murata : Kyōtarō Sugiyama
- 1930 : Ce soleil II (この太陽 第二 多美枝の巻, Kono taiyō: Dainihen: Tamie no maki?) de Minoru Murata : Kyōtarō Sugiyama
- 1930 : Ce soleil III (この太陽 第三篇, Kono taiyō: Daisanpen?) de Minoru Murata : Kyōtarō Sugiyama
- 1930 : Trois mères (母三人, Haha sannin?) de Yutaka Abe
- 1930 : Nikkatsu à la parade (日活オンパレード, Nikkatsu on paredo?) de Yutaka Abe
- 1931 : Mister Nippon (ミスター・ニッポン 前後篇, Misutā Nippon: Zengo hen?) de Minoru Murata : Marohiko Ikeda
- 1931 : Nikkatsu à la mode (日活アラモード, Nikkatsu aramōdo?) de Yutaka Abe
- 1931 : Le Port sans mer (海のない港, Umi no nai minato?) de Minoru Murata
- 1931 : Yakimochi dokuhon (やきもち読本?) de Seiichi Ina
- 1931 : La Sœur aînée blanche I (白い姉 前篇, Shiroi ane zenpen?) de Minoru Murata
- 1931 : La Sœur aînée blanche II (白い姉 後篇, Shiroi ane kōhen?) de Minoru Murata
- 1932 : Debout sur la terre (大地に立つ, Daichi ni tatsu?) de Tomu Uchida : Yakichi
- 1932 : Umitsubame (海燕?) de Hirotaka Nagakura
- 1932 : Hana no Tōkyō (花の東京?) de Shuichi Hatamoto : Seisaku
- 1932 : Le Nouveau Groupe de Showa (昭和新撰組, Shōwa Shinsengumi?) de Minoru Murata et Tomotaka Tasaka
- 1933 : Le Policier (警察官, Keisatsukan?) de Tomu Uchida : Itami, le policier
- 1934 : Vents sacrés (神風連, Jinpu-ren?) de Kenji Mizoguchi : Taneda
- 1934 : Le Quai du cœur (心の波止場, Kokoro no hatoba?) de Yutaka Abe : Junsaku Wakasugi
- 1934 : Le Soleil sur le fleuve (河の上の太陽, Kawa no ue no taiyō?) de Tomu Uchida[4]
- 1934 : Bokujō no kyōdai (牧場の兄弟?) de Keigo Kimura
- 1934 : Vent chaud (熱風, Neppu?) de Tomu Uchida
- 1934 : L'Arbre qui fleurit I (花咲く樹 前篇 なみ子の巻, Hanasaku ki zenpen: Namiko no maki?) de Minoru Murata
- 1934 : L'Arbre qui fleurit II (花咲く樹 後篇 エマ子の巻, Hanasaku ki kōhen: Emako no maki?) de Minoru Murata
- 1935 : Akeyuku sora (明けゆく空?) de Shigeo Tanaka : Ōyama
- 1935 : Le Trône de l'homme blanc I (白銀の王座 前篇, Hakugin no ōza: Zenpen?) de Tomu Uchida : un homme dans la montagne
- 1935 : Le Trône de l'homme blanc II (白銀の王座 後篇, Hakugin no ōza: Kōhen?) de Tomu Uchida : un homme dans la montagne
- 1935 : Uramachi no kōkyōkyoku (うら街の交響曲?) de Kunio Watanabe : Chuhei Murayama
- 1935 : Jūni-ban no seika (十二番の聖歌?) de Ren Yoshimura : Yoshitarō Fukuda
- 1935 : Jinsei tenki yohō (人生天気予報?) d'Eijirō Kiyose (ja)
- 1935 : La Ligne d'horizon verte I (緑の地平線 前篇, Midori no chiheisen: Zenpen?) de Yutaka Abe
- 1935 : La Ligne d'horizon verte II (緑の地平線 後篇, Midori no chiheisen: Kōhen?) de Yutaka Abe
- 1935 : Nozokareta hanayome (のぞかれた花嫁?) de Toshio Ōtani (ja)
- 1935 : Jasu no machikado (ジャズの街かど?) de Kunio Watanabe
- 1936 : Le Théâtre de la vie - Jeunesse (人生劇場, Jinsei gekijō: Seishun hen?) de Tomu Uchida
- 1936 : La Rose du souvenir (追憶の薔薇 前後篇, Tsuioku no bara?) de Tomotaka Tasaka
- 1936 : Récit d'amour et de mariage : version amour (恋愛と結婚の書 恋愛篇, Ren'ai to kekkon no sho: Ren'ai hen?) de Yutaka Abe
- 1936 : Récit d'amour et de mariage : version mariage (恋愛と結婚の書 結婚篇, Ren'ai to kekkon no sho: Kekkon hen?) de Yutaka Abe
- 1936 : Yokusō no hanayome (浴槽の花嫁?) d'Eijirō Kiyose (ja)
- 1937 : La Fille du samouraï (Die Tochter des Samurai) de Arnold Fanck et Mansaku Itami : Teruo Yamato
- 1937 : La Ville nue (裸の町, Hadaka no machi?) de Tomu Uchida
- 1937 : Le Chemin de la vérité : Le Père (真実一路 父の巻, Shinjitsu ichiro: Chichi no maki?) de Tomotaka Tasaka : Kyōhei Morikawa
- 1937 : Le Chemin de la vérité : La Mère (真実一路 母の巻, Shinjitsu ichiro: Haha no maki?) de Tomotaka Tasaka : Kyōhei Morikawa
- 1937 : Utsukushiki taka (美しき鷹?) de Yasuki Chiba
- 1937 : L'Avancée éternelle (限りなき前進, Kagirinaki zenshin?) de Tomu Uchida
- 1937 : Jidai no kiri: Harumi no maki (時代の霧 春実の巻?) d'Eijirō Kiyose (ja)
- 1938 : Magokoro banzai (まごころ万才?) de Yasuki Chiba
- 1938 : Les Cinq Éclaireurs (五人の斥候兵, Gonin no sekkōhei?) de Tomotaka Tasaka : capitaine Okada
- 1938 : Hito wa wakamono (人は若者?) de Yasuki Chiba
- 1938 : Le Théâtre de la vie : Zankyo (人生劇場 残侠篇, Jinsei gekijō : Zankyō hen?) de Yasuki Chiba
- 1938 : Des pierres sur le chemin (路傍の石, Robō no ishi?) de Tomotaka Tasaka
- 1938 : Tairiku kōshinkyoku (大陸行進曲?) de Satoshi Taguchi (ja)
- 1939 : Bruits d'avion (爆音, Bakuon?) de Tomotaka Tasaka : Ryohei Yoshida
- 1939 : Bombardements (空襲, Kūshū?) de Tomotaka Tasaka et Kenjirō Morinaga
- 1939 : Ōsei fukko (王政復古?) de Tomiyasu Ikeda
- 1939 : La Terre (土, Tsuchi?) de Tomu Uchida : Kanji
- 1939 : Terre et soldats (土と兵隊, Tsuchi to heitai?) de Tomotaka Tasaka

#### Années 1940
- 1940 : Histoire I (歴史 第一部 動乱戊辰, Rekichi: Daiichibu: Dōran Boshin?) de Tomu Uchida : Shin'ichirō Katakura
- 1940 : Histoire II-III (歴史 第二部 焦土建設、第三部 黎明日本, Rekichi: Dainibu: Shodo kensetsu - Daisanbu: Reimi Nihon?) de Tomu Uchida
- 1941 : Ai no ikka (愛の一家?) de Masahisa Sunohara (en) : Kiyohito Oda
- 1941 : Kimi to boku (君と僕?) d'Eitarō Hinatsu (ja)
- 1941-1942 : La Vengeance des 47 rōnin (元禄 忠臣蔵, Genroku Chushingura?) de Kenji Mizoguchi : Okado Shigetomo
- 1942 : La Mère et mon enfant (母子草, Hahakogusa?) de Tomotaka Tasaka
- 1942 : Torii Suneemon (鳥居強右衛門?) de Tomu Uchida
- 1943 : Aiki minami e tobu (愛機南へ飛ぶ?) de Yasushi Sasaki
- 1943 : La Marine militaire (海軍, Kaigun?) de Tomotaka Tasaka
- 1944 : Kachidoki ondo (勝鬨音頭?) de Hideo Ōba
- 1944 : La Fanfare militaire en campagne (野戦軍楽隊, Yasen gungakutai?) de Masahiro Makino
- 1945 : Le Chant de la victoire (必勝歌, Hisshō ka?) de Kenji Mizoguchi, Masahiro Makino, Hiroshi Shimizu et Tomotaka Tasaka : Okawa
- 1945 : Kotobuki-za (ことぶき座?) de Kenkichi Hara : Suzumura
- 1945 : Dans les environs de Sennichimae (千日前附近, Sennichimae fukin?) de Masahiro Makino
- 1945 : Shinpū (新風?) de Yasushi Sasaki
- 1946 : La Femme qui attend en vain (待ちぼうけの女, Machibōke no onna?) de Masahiro Makino : Kan'ichi Yamaguchi, le capitaine du Machiho-maru
- 1946 : Un père décontracté (のんきな父さん, Nonkina otosan?) de Masahiro Makino
- 1947 : Des cœurs purs comme la lune (こころ月の如く, Kokoro tsuki no gotoku?) de Hiroshi Inagaki
- 1947 : Le Phénix (不死鳥, Fushichō?) de Keisuke Kinoshita : Naoya Yasaka
- 1948 : Oshidori gasa (おしどり笠?) de Kazuo Mori
- 1948 : Kiso no tengu (木曾の天狗?) de Sadatsugu Matsuda
- 1948 : Goninme no mokugekisha (五人目の目撃者?)
- 1948 : Osho, le joueur d'échecs (王将, Ōshō?) de Daisuke Ito
- 1948 : Kōfuku no genkai (幸福の限界?) de Keigo Kimura
- 1949 : Nīzuma kaigi (新妻会議?) de Yasuki Chiba
- 1949 : L'Apparition du capuchon blanc (白頭巾現わる, Shirozukin arawaru?) de Hiroshi Inagaki
- 1949 : Le Boss (ボス, Bosu?) de Masahiro Makino et Isamu Kosugi
- 1949 : La Mauvaise Fille (不良少女, Furyō shōjo?) de Mikio Naruse
- 1949 : Le Visage de la grande ville (大都会の顔, Daitokai no kao?) de Yutaka Abe
- 1949 : Gokumon-to (獄門島?) de Sadatsugu Matsuda : Shimizu
- 1949 : Gokumon-to: Kaimei-hen (獄門島 解明篇?) de Sadatsugu Matsuda : Shimizu

#### Années 1950
- 1950 : Madame Perle I (真珠夫人 処女の巻, Shinju fujin : Shojo no maki?) de Kajirō Yamamoto
- 1950 : Sengoku matoi (千石纏?) de Masahiro Makino : Tetsugorō
- 1951 : Gion monogatari: Haru urami (祇園物語 春怨?) d'Isamu Kosugi
- 1951 : Shinsetsu Ishikawa Goemon (真説石川五右衛門?) de Hideo Sekigawa
- 1953 : Asayake Fuji: Zenpen (朝焼け富士 前篇?) de Sadatsugu Matsuda
- 1953 : Asayake Fuji: Kōhen (朝焼け富士 後篇?) de Sadatsugu Matsuda
- 1954 : Yaoya Oshichi: Furisode tsukiyo (八百屋お七 ふり袖月夜?) de Sadatsugu Matsuda
- 1954 : Dorodarake no seishun (泥だらけの青春?) d'Ichirō Sugai
- 1955 : Fūun shōgidani (風雲将棋谷?) de Sadatsugu Matsuda
- 1955 : Le Bar du crépuscule (たそがれ酒場, Tasogare sakaba?) de Tomu Uchida : Moichiro Umeda[5]
- 1956 : Akō rōshi: Ten no maki, chi no maki (赤穂浪士 天の巻 地の巻?) de Sadatsugu Matsuda : Hyōbu Chisaka
- 1956 : Jigoku no hatoba (地獄の波止場?) d'Isamu Kosugi
- 1956 : Kuro obi ujō: Hana to arashi (黒帯有情 花と嵐?) d'Eisuke Takizawa
- 1956 : Akatsuki no tōbō (暁の逃亡?) d'Isamu Kosugi
- 1956 : Ueru tamashii (飢える魂?) de Yūzō Kawashima : Naokichi Shiba
- 1956 : Zoku ueru tamashii (続・飢える魂?) de Yūzō Kawashima : Naokichi Shiba
- 1957 : Le Dernier assaut (最後の突撃, Saigo no totsugeki?) de Yutaka Abe : Kagawa
- 1957 : Jazz musume tanjō (ジャズ娘誕生?) de Masahisa Sunohara (en) : Tōhō Tani
- 1957 : Eien ni kotaezu (永遠に答えず?) de Katsumi Nishikawa
- 1957 : J'attends (俺は待ってるぜ, Ore wa matteruze?) de Koreyoshi Kurahara : Uchiyama
- 1958 : Eien ni kotaezu: Kanketsu-hen (永遠に答えず 完結篇?) de Katsumi Nishikawa
- 1958 : Shundeini (春泥尼?) de Yutaka Abe
- 1958 : Une ruelle sous le soleil (陽のあたる坂道, Hi no ataru sakamichi?) de Tomotaka Tasaka
- 1958 : Le Canal (運河, Unga?) de Yutaka Abe
- 1958 : Funakata sanyo (船方さんよ?) d'Isamu Kosugi
- 1958 : Zesshō (絶唱?) d'Eisuke Takizawa : Shōzō
- 1959 : Zattō ni hikaru me (雑踏に光る眼?) d'Isamu Kosugi
- 1959 : Kurutta datsugoku (狂った脱獄?) d'Isamu Kosugi : Fukazawa

#### Années 1960 et 1970
- 1963 : Kiriko no tango (霧子のタンゴ?) d'Eisuke Takizawa : Shun'ichi Ōyagi
- 1964 : Irresponsable dans l'Edo des fleurs (花のお江戸の無責任, Hana no Ōedo no musekinin?) de Kajirō Yamamoto
- 1969 : Jigoku no hamonjō (地獄の破門状?) de Toshio Masuda
- 1970 : La Pivoine et le Dragon (牡丹と竜, Botan to ryū?) de Masahiro Makino